# San Martino Canavese
San Martino Canavese is een gemeente in de Italiaanse provincie Turijn (regio Piëmont) en telt 811 inwoners (31-12-2004). De oppervlakte bedraagt 9,8 km², de bevolkingsdichtheid is 83 inwoners per km².

## Demografie
San Martino Canavese telt ongeveer 387 huishoudens. Het aantal inwoners steeg in de periode 1991-2001 met 1,2% volgens cijfers uit de tienjaarlijkse volkstellingen van ISTAT.
| Jaar | Inwoneraantal |
| ---- | ------------- |
| 1991 | 763           |
| 2001 | 772           |

## Geografie
San Martino Canavese grenst aan de volgende gemeenten: Castellamonte, Pavone Canavese, Colleretto Giacosa, Parella, Perosa Canavese, Torre Canavese, Scarmagno, Agliè, Vialfrè.

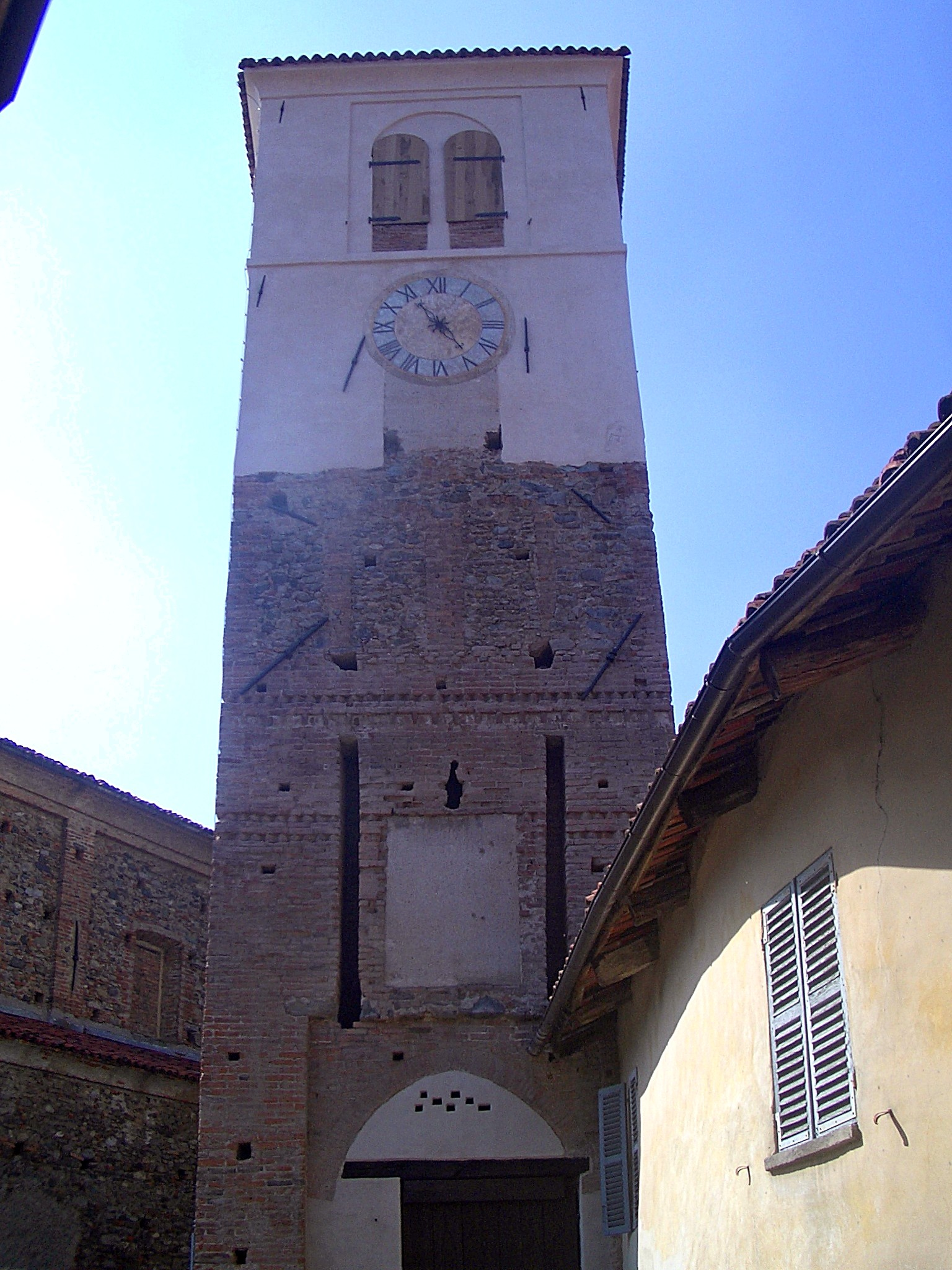
Torre Porta in San Martino Canavese

1. ↑  https://demo.istat.it/?l=it.